# Organisme radiorésistant
Un organisme radiorésistant est un organisme pouvant survivre à des radiations ionisantes élevées. 
La radiorésistance est la propriété de ces organismes à survivre à des radiations ionisantes importantes.
De façon surprenante et inattendue, la radiorésistance est présente chez de nombreux organismes. Lors de l'étude de l'environnement, animal et végétal, dans la zone proche de l'accident de la centrale nucléaire de Tchernobyl, on a retrouvé un grand nombre d'espèces vivantes malgré les forts taux de radioactivité.
Une autre étude brésilienne dans une région de l'État du Minas Gerais où il existe de fortes radiations naturelles provenant de gisements d'uranium, a retrouvé de nombreuses espèces d'insectes, de vers et de plantes radiorésistantes.

## Comparatif de radiorésistance
Le tableau comparatif ci-dessous donne une indication du niveau de radiorésistance chez différentes espèces. Ces chiffres ne sont qu'indicatifs. On note de grandes différences selon les diverses expérimentations, dues à de faibles échantillons ou à la difficulté de contrôler l'environnement expérimental. Par exemple, les chiffres donnés pour l'espèce humaine ont été déterminés lors des bombardements de Hiroshima et Nagasaki lors de la deuxième guerre mondiale.
| Organisme                                                           | Dose létale | DL50                | LD100 | Classe    |
| ------------------------------------------------------------------- | ----------- | ------------------- | ----- | --------- |
| Humain                                                              | 4 - 10      | 4,5 (DL50/30 jours) | 10    | Mammifère |
| Rat                                                                 |             | 7,5                 |       | Mammifère |
| Souris                                                              | 4,5 - 12    | 8,6 - 9             |       | Mammifère |
| Escherichia coli                                                    | 60          |                     | 60    | Bactérie  |
| Blatte germanique                                                   | 64          |                     |       | Insecte   |
| Drosophile                                                          | 640         |                     |       | Insecte   |
| Guêpe parasitoïde (genre Habrobracon – sous-famille des Braconinae) | 1800        |                     |       | Insecte   |
| Deinococcus radiodurans                                             | 15 000      |                     |       | Bactérie  |
| Thermococcus gammatolerans                                          | 30 000      |                     |       | Archée    |